# Lamelarina
Las lamelarinas son una familia de alcaloides pirrolo[2,1-a]isoquinolínicos aislados de moluscos y ascidias relacionados con las ningalinas, estorniamidas y lukianoles. 

## Actividad biológica
La mayoría de estos compuestos tiene actividad inmunomodulatoria. La lamelarina α 20-sulfato inhibe la integrasa de la VIH-1 y la lamelarina D inhibe a la topoisomerasa I humana. La lamelarina H inhibe la topoisomerasa del virus Molluscum contagiosum, junto con otros efectos en proteínas nucleares. Algunos de estos compuestos exhiben actividad citotóxica contra células tumorales  in vitro.

## Propiedades físicas
Se han aislado más de 30 compuestos relacionados y derivados de las diversas lamelarinas. Las lamelarinas A-D fueron aisladas por Andersen en 1985, las lamelarinas E-H fueron aisladas por Lindquist y colaboradores en 1988, las lamelarinas I-N fueron aisladas por Carroll en 1993, la lamelarina S fue aislada por Urban en 1997 la lamelarina G fue aislada por Heim en 1997, la lameralina K fue aislada por Banwell en 1997, las lamelarinas α,γ,ε fueron aisladas por Krishnaiah en 2004 y las lamelarinas ζ,η,φ,χ fueron aisladas por Reddy en 2005.

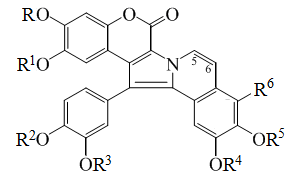
Estructura química de las lamelarinas.